# Ворт (Шлезвіг-Гольштейн)
Ворт (нім. Worth) — громада в Німеччині, розташована в землі Шлезвіг-Гольштейн. Входить до складу району Герцогство Лауенбург. Складова частина об'єднання громад Гое-Ельбгест.
Площа — 6,07 км2. Населення становить 188 ос. (станом на 31 грудня 2020).